# Pelagonien

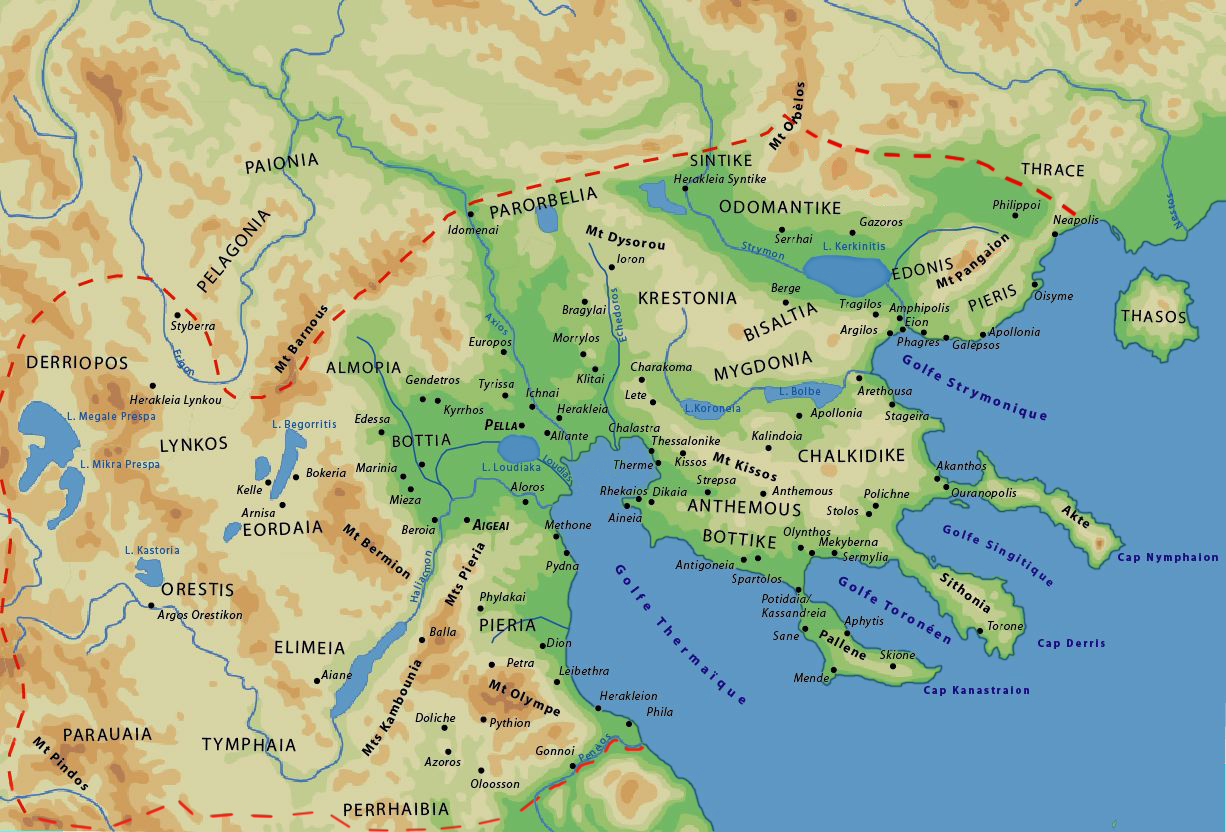
Pelagoniens placering i Makedonien.

Pelagonien (grekiska: Πελαγονíα/Pelagonia, makedonska: Пелагонија/Pelagonija) är en historisk och geografisk region på balkanhalvön i Makedonien, med olika gränser under antiken och modern tid.

## Historia
Pelagonien gränsade under tidig antik tid mot Dardanien i norr, Illyrien mot väster och norr, Paionien mot öster och Lynkestis mot söder och väster och befinner sig i den sydvästra delen av Makedonien.
Pelagonien är uppkallad efter den forntida stammen pelagonier, om vilken föga är känt. De förknippades med pelasgerna i etymologiskt sammanhang men identifierades också med paionierna. Enligt Strabon var pelagonierna en molossisk stam och benämnde Pelagonien som Tripolitis efter tre stora städer i regionen men Strabon namngav endast Azorus. En stad antas heta Pelagonia.
Endast två pelagonier är kända för oss: först den mytologiska Pelagon, regionens eponym, var son till flodguden Axius (moderna Vardar) och far till paioniern Asteropaeus i Iliaden. Den andra är Menelaos av Pelagonien (ca. 360 f.Kr.), som enligt Bossworth, flydde sitt rike då det annekterades av Filip II av Makedonien och fann tillflykt och medborgarskap i Aten. Efter det 4:e århundradet f.Kr. tillhör Pelagoniens historia det antika kungariket Makedonien i vilket regionen blev införlivad.

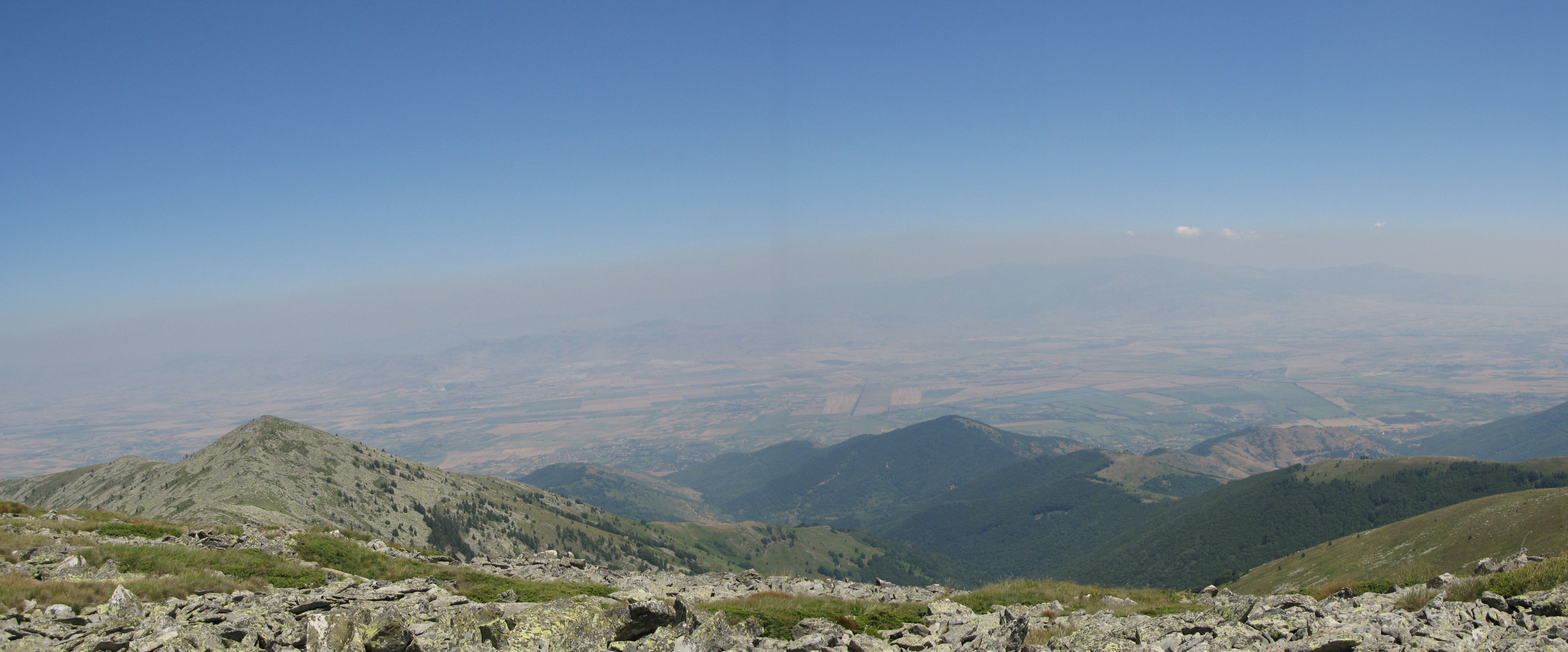
Pelagonien sett från berget Baba.

Under medeltiden, när namnen på Lynkestis och Orestis hade blivit föråldrade, fick Pelagonien en vidare betydelse och slaget vid Pelagonien (1259) mellan bysantiner och franker utkämpades vid Kastoria i det forntida Orestis.
Många bronsåldersföremål har hittats i området, såsom dubbelyxa, som senare även hittats i Mykene. Bronsåldersfynd är utställda på museet i Bitola.

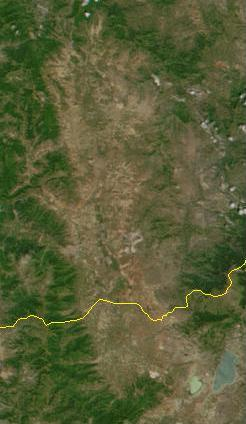
Pelagonien, sett från satellit.
Den gula linjen är gränsen mellan Nordmakedonien och Grekland.

## Geografi
Idag är Pelagonien ett geografiskt landskap en slätt och dal som delas mellan den nuvarande republiken Nordmakedonien och dagens Grekland, vilket avvattnas av floden Crna en västlig biflod till Vardar. Det är den största dalen i Nordmakedonien och täcker en yta på cirka 2 000 km² och inrymmer städerna Bitola och Prilep i Nordmakedonien och staden Florina i Grekland, och är också platsen för den näst största gränsövergången Medžitlija-Niki mellan de båda länderna.
Pelagonien är också namnet på en av de åtta statistiska regionerna i Nordmakedonien. Den omfattar kommunerna Bitola, Demir Hisar, Dolneni, Krivogaštani, Kruševo, Mogila, Novaci, Prilep och Resen. Ett av de sju stiften i den makedoniska ortodoxa kyrkan Преспанско-пелагониска епархија/Prespansko-pelagoniska eparhija sammanfaller med den statistiska regionen och benämns efter de geografiska landskapen Prespa och Pelagonien.

## Geologi
Efter Pelagonien är den så kallade Pelagoniska zonen uppkallad, ett geologiskt område, på balkanhalvön i syd-sydvästlig riktning genom Pelagonien, Euboia, Boiotien och Argolis.